# 센토사 모노레일
센토사 모노레일(영어: Sentosa Monorail, 중국어: 圣淘沙单轨列车)은 싱가포르의 싱가포르섬과 센토사섬을 맺고 운영되는 모노레일이였다. 센토사 모노레일은 섬의 빠른 현대화, 유지 보수 문제, 비용 증가 등으로 폐업을 결정하였으며, 센토사 익스프레스를 새로 건설하였다.